# El muelle
El muelle es una novela del escritor ecuatoriano Alfredo Pareja Díez-Canseco, publicada en Quito en 1933 y considerada una de sus obras más destacadas. La trama sigue la historia de Juan Hidrovo, un migrante ecuatoriano que llega a Nueva York en busca de mejores oportunidades laborales, pero que se encuentra con la crisis producto de la Gran Depresión y de su esposa María del Socorro, quien se queda en Guayaquil trabajando como sirvienta y debe enfrentarse a penurias económicas y a los abusos de hombres poderosos. La obra fue un éxito entre la crítica y generó opiniones positivas a lo largo de América Latina, lo que le permitió a Pareja Díez-Canseco publicar sus siguientes libros en editoriales extranjeras que gozaban de prestigio en la época, como Ercilla y Losada.

## Argumento
La novela arranca en Nueva York, donde el migrante ecuatoriano Juan Hidrovo lucha por subsistir en los años de la Gran Depresión. Tiempo atrás, Juan se dedicaba a la recolección de cacao en Guayaquil, donde un día conoce a María del Socorro, una muchacha que trabajaba como sirvienta en una casa cercana y con quien empieza una relación sentimental. Ambos tienen una vida feliz juntos, pero una plaga que afecta la cosecha deja a Juan sin trabajo y lo obliga a tomar un puesto como marinero en un barco que lo lleva por la costa del océano Pacífico hasta Valparaíso. Posteriormente se establece en Nueva York, desde donde logra enviar un poco de dinero de forma semanal a María.
La crisis económica en Estados Unidos empeora y Juan decide participar en una manifestación de trabajadores latinoamericanos frente al ayuntamiento de Nueva York, pero la policía los ataca y asesina a Claudio Barrera, uno de sus mejores amigos. Juan escapa de la policía gracias a un conocido a quien apodaban el Tío, quien lo lleva a adentrarse al mundo del contrabando de licor, pero cuando el Tío es deportado Juan decide usar los últimos dólares que le quedan para ingresar a un barco que lo regrese a Ecuador.
María del Socorro también pasa dificultades en Guayaquil, particularmente luego de ser despedida por cuidar de su tía enferma y ver sus ahorros mermar. Posteriormente consigue trabajo como lavandera de una familia acomodada, pero su belleza llama la atención de su patrón, Ángel Mariño, un contratista sin escrúpulos que ha logrado agrandar su fortuna mediante sobornos a servidores públicos y que se aparece en casa de María del Socorro con la excusa de pagarle y finalmente abusa sexualmente de ella. Estas visitas se repiten de forma repetida, pero luego de que María se entera de que Juan iba a volver a Guayaquil, se enfrenta al señor Mariño y le impide seguir abusando de ella, por lo que él se enfurece y la despide.
Al llegar a Guayaquil, Juan se reencuentra con María del Socorro e intenta sin éxito conseguir trabajo, por lo que un amigo trata de convencerlo de que se dedique al robo y de que hacerlo no era incorrecto si era la única forma de sobrevivir, pero Juan se niega. Al poco tiempo se entera de la construcción de un nuevo muelle en la ciudad y logra ser contratado. Luego de quedar embarazada y enfermar, el médico le recomienda a María del Socorro un viaje a la Sierra, que Juan decide pagar con su sueldo de la construcción. Sin embargo, cuando el señor Mariño, quien dirigía la construcción del muelle, se entera de que el esposo de María del Socorro trabajaba en la obra, ordena despedirlo. María observa a Juan y sueña con irse a vivir al campo con él y su hijo, lejos de las penurias de la ciudad.

## Personajes principales
- Juan Hidrovo: es uno de los protagonistas de la novela. Físicamente es descrito como atractivo, de «buena estatura, las espaldas anchas», ojos negros, nariz aguileña y rostro moreno de rasgos varoniles. Por mucho tiempo trabaja como marino, aunque en otras ocasiones se dedica a la recolección de cacao o a otros trabajos variados en el muelle.[4] Migra a Estados Unidos en busca de una mejor situación económica, pero la crisis producida por la Gran Depresión lo lleva posteriormente a regresar a Guayaquil.[7] Durante su tiempo en Nueva York es conocido con el sobrenombre de «Ecuador».[8]

- María del Socorro Ibáñez: es el otro personaje principal del libro. Nunca conoció a su padre y su madre murió cuando era muy joven, por lo que es criada por su tía Jacinta. Físicamente, es de baja estatura, «pajiza la cara, lustroso y negro el cabello», con marcadas ojeras descritas en la novela como hermosas, nariz achatada y buena figura. Cuando tiene edad suficiente empieza a trabajar como sirvienta en casa de Doña Florencia. Tiempo después conoce a Juan y decide marcharse a vivir con él.[4] El escritor y catedrático Edmundo Ribadeneira se refirió a ella como «tal vez el personaje más estimable y cálido de esta novela»,[9] mientras que Martha Rodríguez Albán calificó la evolución del personaje como «uno de los aspectos más llamativos de la novela».[10]

- Ángel Mariño: es el antagonista de la obra y representa a las clases altas ecuatorianas.[11][12] Desde su infancia es presentado como egocéntrico y cruel, especialmente al ordenar que flagelaran a los peones de la hacienda de su padre como forma de divertirse. En lugar de aceptar las aspiraciones de su padre de dedicarse a la hacienda o las de su madre de volverse diplomático, decide trabajar como contratista, carrera en la que amasa una gran fortuna al utilizar materiales de mala calidad en las construcciones y sobornar políticos. Cuando María del Socorro empieza a trabajar como lavandera de su familia se siente atraído por su belleza y luego abusa de ella. Más tarde la obliga a tener relaciones sexuales con colegas suyos.[4]

- El Tío: es un marinero a quien Juan se acerca mientras vive en Nueva York. Toma el papel de defensor de los derechos de los trabajadores latinoamericanos y es uno de los organizadores de la manifestación frente el ayuntamiento de la ciudad, junto con el partido comunista local. Se mantiene por medio del contrabando de licor, negocio que le deja buenos ingresos y al que invita a participar a Juan. Es deportado de Estados Unidos por su participación en la manifestación.[4]

- Jacinta: es la tía de María del Socorro, a quien empezó a criar al quedar huérfana. Siempre trató con desdeño a su sobrina debido a los gastos adicionales que le acarreaba y al ver su libertad limitada, por lo que a los ocho años la deja en casa de su patrona para que trabaje como sirvienta. Cuando María del Socorro se escapa con Juan, Jacinta lo denuncia a la policía, pero es liberado al comprometerse a casarse con ella. Posteriormente tiene problemas con el alcohol.[10][13]

## Composición y estructura

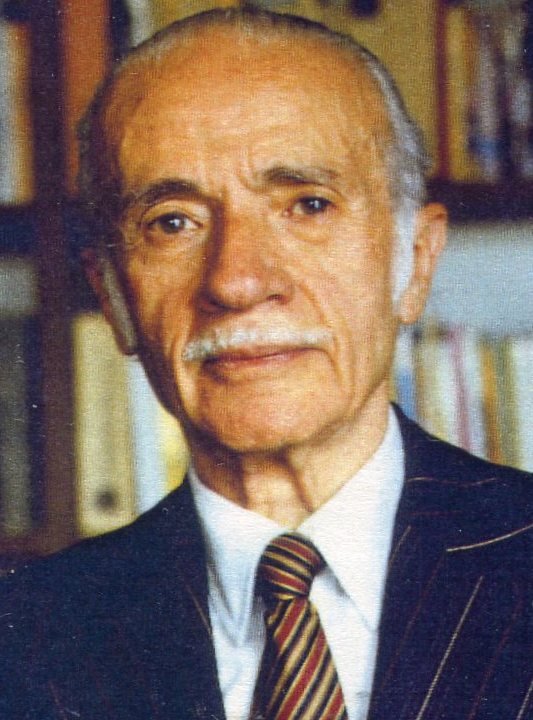
El autor se basó en su experiencia propia en Nueva York durante los tiempos de la Gran Depresión.

Durante el proceso de escritura, Pareja Diez-Canseco contó con los comentarios y opiniones del resto de integrantes del Grupo de Guayaquil, con quienes se reunía de forma semanal, ya fuera en su casa o en la de Joaquín Gallegos Lara, para leerles los avances de la obra. Debido a las dudas que le producía la calidad del texto, estuvo a punto de destruir el manuscrito original. La novela fue publicada en Quito en 1933 por la Editorial Bolívar, Tipográfica L. I. Fernández; y contó con un ensayo introductorio escrito por Benjamín Carrión. Pareja Díez-Canseco se mostró insatisfecho de esta edición debido a la cantidad de erratas con que fue publicada.
Estructuralmente, la novela se encuentra dividida en catorce capítulos, cuenta con un narrador omnisciente e inicia la historia in medias res, con una conversación que Juan Hidrovo tiene en Nueva York. Los hechos pasados son relatados luego por medio de un salto de tiempo. La catedrática Martha Rodríguez Albán define la prosa utilizada por el autor como sencilla y directa, además destaca el empleo de una gran cantidad de adjetivos, como se puede apreciar en el siguiente fragmento:

La pena de quedarse sola la dejó inerme, sin movimientos ni protestas (...). Cuando Juan se despidió aquella tarde, en el Muelle Fiscal, María del Socorro Ibáñez, mientras él montaba en la lancha para dirigirse al buque, quedó envuelta en una llovizna gris, adelgazada y lejana. Allí, el rostro pajizo, las hermosas ojeras amoratadas, permaneció absorta, al filo del muelle, pensando en las noches solitarias.

## Temas centrales
A lo largo de la novela, Pareja Díez-Canseco denuncia de forma reiterada la explotación de sistemas económicos capitalistas y la discriminación a las clases prolerarias, esto a través de las vidas de Juan Hidrovo y María del Socorro, que sufren a causa del desempleo, las crisis económicas y los abusos de personas de clase alta. Durante su tiempo en Nueva York, Juan presencia el descalabro económico producto de la Gran Depresión y los sucesivos reclamos de los trabajadores a las empresas que los despidieron sin los beneficios correspondientes, los mismos que son reprimidos con brutalidad por las fuerzas del orden en contubernio con los poderes económicos. De regreso en Guayaquil, el personaje de Ángel Mariño actúa como avatar de las clases explotadoras y personifica la corrupción, la avaricia y la indulgencia en los placeres propios, de nuevo con el beneplácito del sector político.
El autor también explora las razones que pueden llevan a alguien a dedicarse al robo y las justificaciones morales del mismo si se convierte en la única forma de escapar del hambre. Esta idea es presentada por Pedro, un amigo de Juan en Guayaquil, quien luego de robar un plátano maduro se refiere a la hipocresía de criticar el robo de comida mientras los políticos robaban cantidades mucho mayores de forma impune. Más adelante, cuando Pedro intenta convencer a Juan a dedicarse al hurto, defiende su accionar con el siguiente razonamiento:

Mira Hidrovo (...), dicen que robar es una falta, pero cuando se hace por necesidad... Todos roban, menos los pobres, que son los únicos que deberían robar. Así, yo no creo que sea malo. Nos meten miedo ¿verdad?

Otros temas tratados en la obra incluyen la migración como forma de buscar mejores oportunidades económicas y la necesidad de acceso a métodos de anticoncepción para las familias que los requieran.

## Recepción
La novela tuvo una muy buena recepción crítica al momento de su publicación y posicionó el nombre de Pareja en la escena literaria continental. El escritor boliviano Fernando Díez de Medina aseveró que, con la publicación del libro, Pareja entraba al grupo de José Eustasio Rivera, Rómulo Gallegos y Ricardo Güiraldes como uno de los grandes novelistas de América. además de calificarla como «la novela del trópico mestizo, del trópico litoral». José de la Cuadra, quien también integró el Grupo de Guayaquil, dijo, al referirse a la novela, que era «de lo mejor que se ha producido en Ecuador; y, sin vacilaciones, lo mejor de lo producido por su autor»; mientras que Miguel Donoso Pareja la bautizó como "una de las más bellas novelas de nuestro realismo social".
La escritora y educadora puertorriqueña Edna Coll calificó a la obra como «la primera gran novela de Alfredo Pareja Diezcanseco», postura secundada por el catedrático Karl Heise, quien afirmó que representaba el inicio de la madurez de su escritura. Esta opinión parecía ser compartida incluso por el mismo autor, quien en años posteriores renegó de sus tres primeras novelas (La casa de los locos, La señorita Ecuador y Río arriba) y pasó a referirse a El muelle como su primera obra.
Varios críticos se refirieron en particular al carácter de denuncia social de la novela. El catedrático chileno Arturo Torres Rioseco aseveró que la obra trataba los problemas sociales con «un sentido revolucionario y un estilo ya más depurado y una fuerza de observación más real». También se refirió al carácter de Pareja como escritor «macizo, intenso» a partir de esta obra. El profesor Kessel Schwartz dijo a su vez que El muelle era el primer libro en que Pareja «sin negar su conciencia social, la vuelve un elemento importante de su arte en lugar de un sustituto». El crítico cubano José Antonio Portuondo, por su lado, tildó a la novela de «vigorosa denuncia de la explotación de los trabajadores» y alabó los paralelos entre la crisis económica en Ecuador y la de Estados Unidos.
Sobre la decisión de contar dos historias paralelas que luego se unen en una sola narrativa se refirieron autores como el venezolano Manuel Cabesa, que en un artículo de la revista Letralia calificó la habilidad de Pareja Díez-Canseco para unir ambas tramas como «virtuosismo magistral» y aseveró que El muelle era el precursor de novelas de Mario Vargas Llosa como La tía Julia y el escribidor, La fiesta del chivo y El Paraíso en la otra esquina.